# Kaukab Abu al-Hidża
Kaukab Abu al-Hidża (hebr. כאוכב אבו-אל-היג'א; arab. كوكب أبو الهيجا; ang. Kaukab Abu al-Hija) – samorząd lokalny położony w Dystrykcie Północnym, w Izraelu.

## Położenie
Miejscowość Kaukab Abu al-Hidża jest położone na wysokości 401 metrów n.p.m. na zachodnim skraju Gór Jatwat w Dolnej Galilei na północy Izraela. Leży na wzgórzu, na południe od którego przebiega głębokie wadi strumienia Evjalim, za którym teren stromo opada do Doliny Bejt Netofa. Okoliczne wzgórza są zalesione. W jej otoczeniu znajdują się miasto Tamra, miejscowość Kefar Maneda, moszaw Jodfat, wioski komunalne Manof, Szechanija, Koranit, Rakefet, Moreszet i Micpe Awiw, oraz wioska arabska Dumajda. Na północny wschód od miejscowości znajduje się ściśle tajna baza wojskowa Jodfat, w której prawdopodobnie odbywa się montaż i demontaż izraelskiej broni jądrowej.
Kaukab Abu al-Hidża jest położone w Poddystrykcie Akki, w Dystrykcie Północnym Izraela.

## Demografia
Zgodnie z danymi Izraelskiego Centrum Danych Statystycznych w 2011 roku w Kaukab Abu al-Hidża żyło prawie 3 tys. mieszkańców, z czego 99,9% Arabowie muzułmanie i 0,1% inne narodowości. Wskaźnik wzrostu populacji w 2011 roku wynosił 3,4%. Zgodnie z danymi Izraelskiego Centrum Danych Statystycznych średnie wynagrodzenie pracowników w Kaukab Abu al-Hidża w 2009 roku wynosiło 5054 ILS (średnia krajowa 7070 ILS).
| Wiek (w latach) | Procent populacji w % |
| --------------- | --------------------- |
| 0 – 4           | 10,8                  |
| 5 – 9           | 11,9                  |
| 10 – 14         | 10,0                  |
| 15 – 19         | 8,5                   |
| 20 – 29         | 17,6                  |
| 30 – 44         | 21,8                  |
| 45 – 59         | 11,8                  |
| 60 – 64         | 2,1                   |
| 65 –            | 5,6                   |

Źródło danych: Central Bureau of Statistics.

## Historia

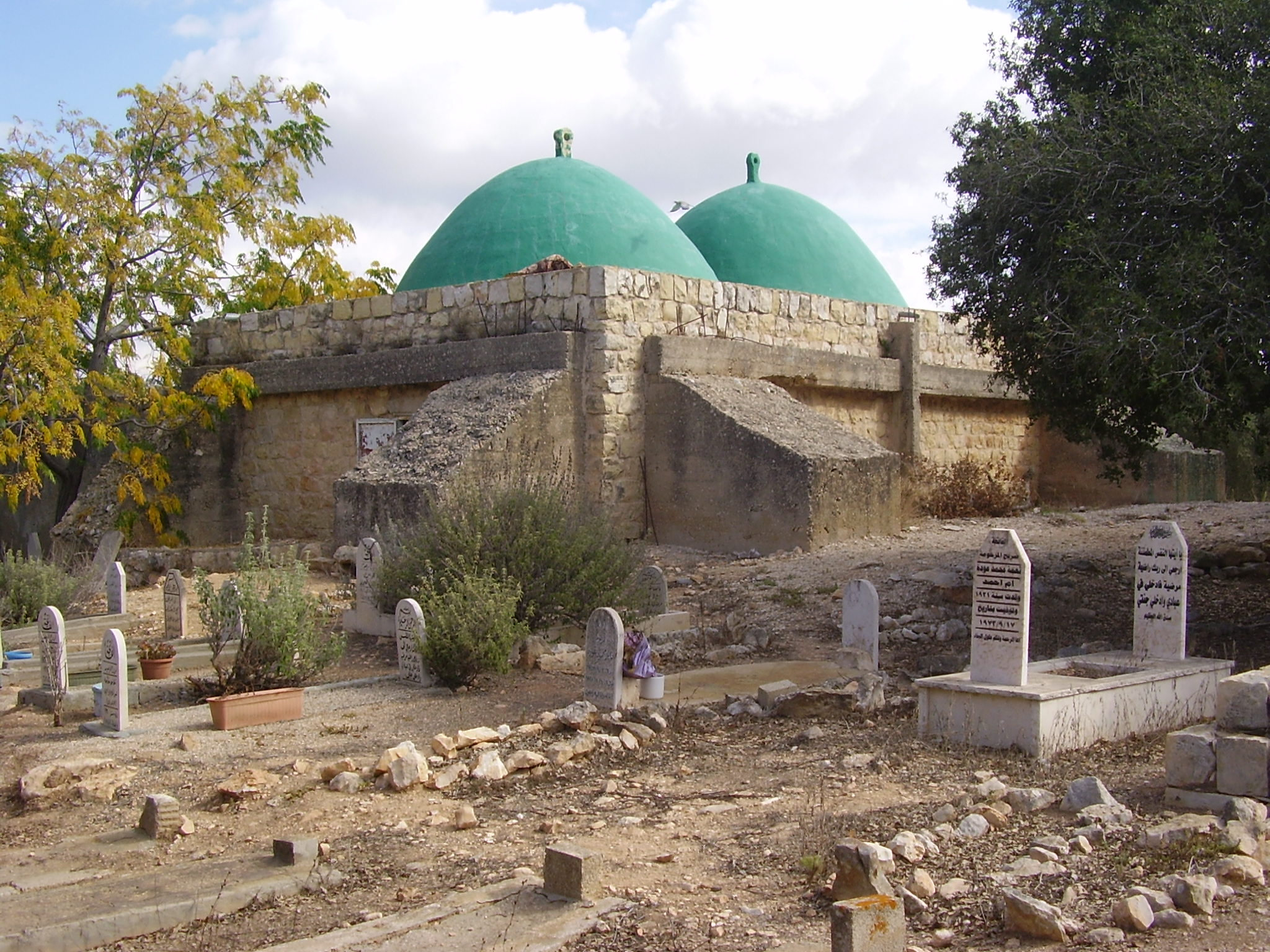
Grobowiec szejka Husam ad-Din Abu al-Hidży

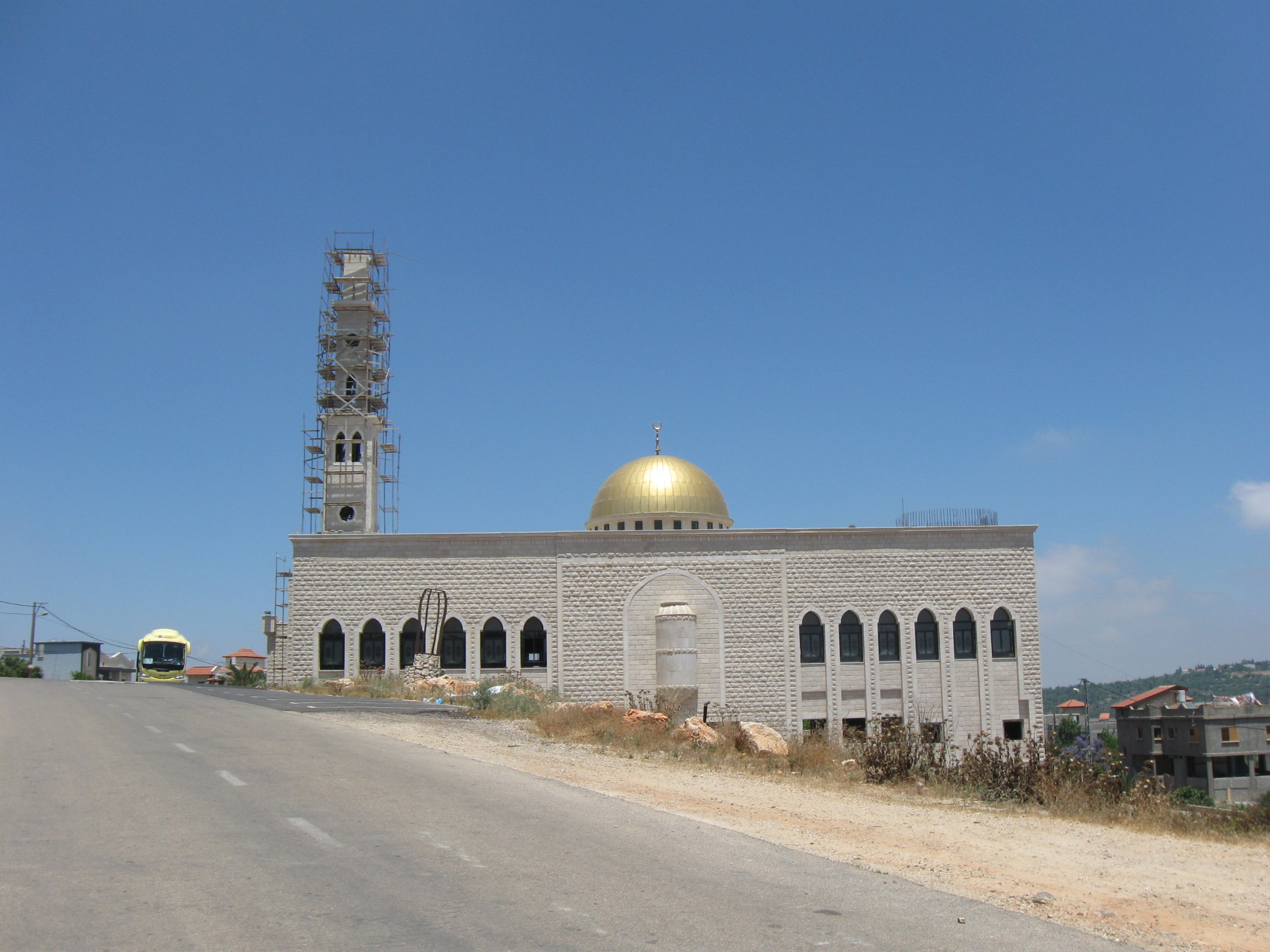
Nowy meczet w Kaukab Abu al-Hidża

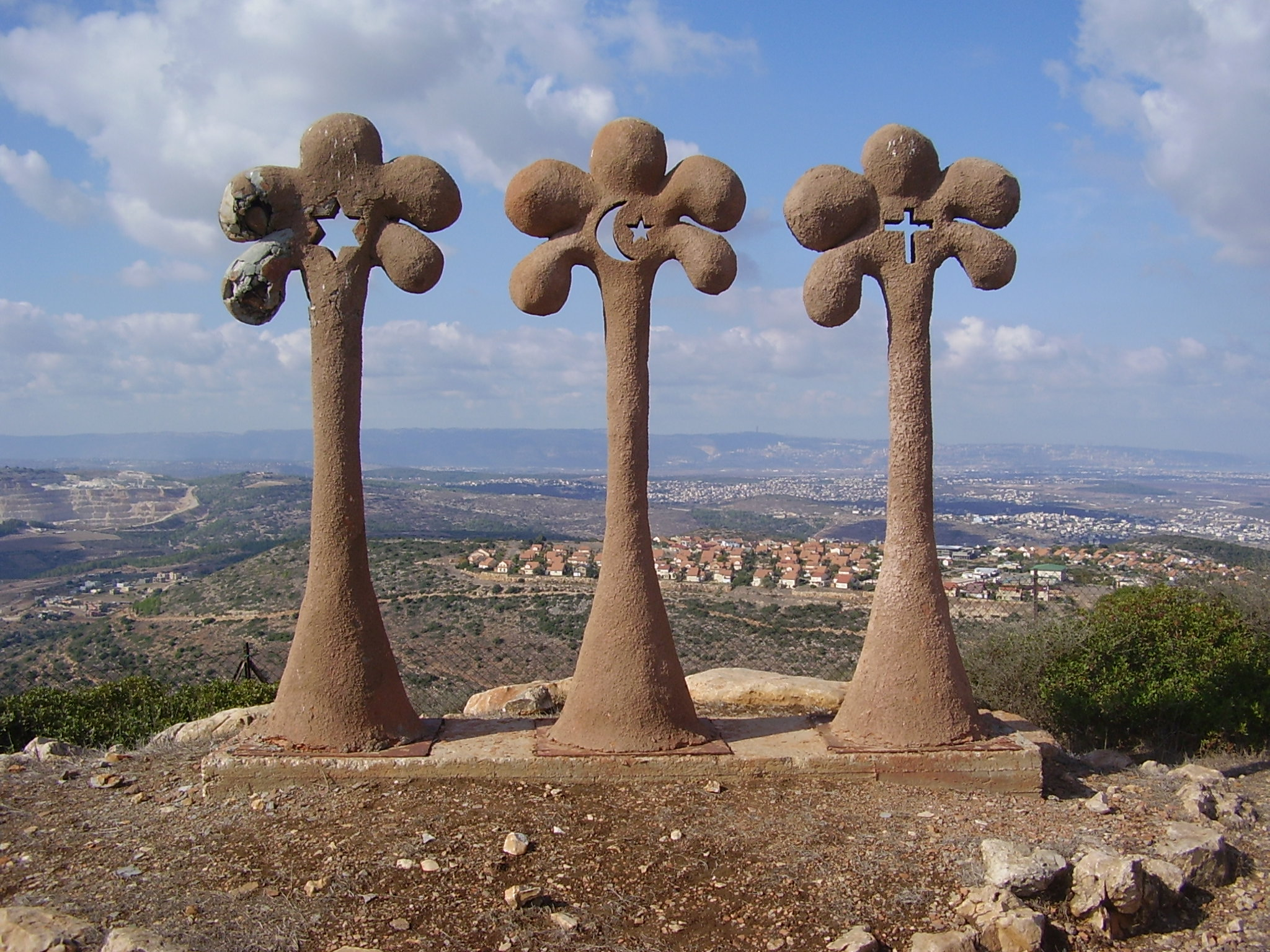
Park rzeźb w Kaukab Abu al-Hidża

W I wieku istniało w tym miejscu żydowskie miasto Kochba (hebr. כוכבא), które wymienia historyk Józef Flawiusz, a następnie Talmud i Miszna. Współczesna wioska arabska powstała w średniowieczu przy grobie jednego z wysokich dowódców Saladyna, szejka Husam ad-Din Abu al-Hidży. Nazwa wioski została wzięta właśnie od jego nazwiska. Francuski podróżnik Victor Guérin opisał wioskę pod koniec XIX wieku, jako małą osadę z około 250 mieszkańcami. W wyniku I wojny światowej w 1918 roku cała Palestyna przeszła pod panowanie Brytyjczyków. Podczas arabskiego powstania w Palestynie (1936–1939) mieszkańcy Kaukab Abu al-Hidża występowali przeciwko władzom Brytyjskiego Mandatu Palestyny. W trakcie jednej z operacji odwetowych przeprowadzonych w 1938 roku, brytyjscy żołnierze całkowicie spalili wioskę. Przyjęta 29 listopada 1947 roku Rezolucja Zgromadzenia Ogólnego ONZ nr 181 w sprawie podziału Palestyny przyznawała ten rejon państwu arabskiemu. Podczas wojny domowej w Mandacie Palestyny na początku 1948 roku do miejscowości wkroczyły siły Arabskiej Armii Wyzwoleńczej, które paraliżowały żydowską komunikację w całym obszarze Galilei. Podczas I wojny izraelsko-arabskiej Izraelczycy przeprowadzili w tym rejonie operację Dekel, i 15 lipca 1948 roku linia frontu walk zatrzymała się dokładnie przy wiosce Kaukab Abu al-Hidża. W wyniku przeprowadzonej w październiku 1948 roku operacji Hiram, Izraelczycy zajęli tę wioskę. W odróżnieniu od wielu arabskich wiosek w Galilei, Izraelczycy nie wysiedlili mieszkańców Kaukab Abu al-Hidża. Dzięki temu zachowała ona swój pierwotny charakter. W 1984 roku Kaukab Abu al-Hidża otrzymała status samorządu lokalnego.

### Nazwa
Arabskie słowo „Kaukab” oznacza „Gwiazda”. Nazwa wioski oznacza Gwiazda Abu al-Hidża i odnosi się do dawnego dowódcy muzułmańskich wojsk Saladyna - szejka Husam ad-Din Abu al-Hidży.

## Polityka
Siedziba władz samorządowych znajduje się w południowo-zachodniej części miejscowości. Przewodniczącym rady jest Nuaf Hadżudż.

## Architektura
Miasteczko posiada typową arabską architekturę, charakteryzującą się ciasną zabudową i wąskimi, krętymi uliczkami. Zabudowa powstawała bardzo chaotycznie, bez zachowania jakiegokolwiek wspólnego stylu architektonicznego.

## Kultura
W miejscowości jest ośrodek kultury i biblioteka publiczna.

## Edukacja i nauka
W miejscowości znajduje się 1 szkoła podstawowa. W 2010 roku uczyło się w niej 600 uczniów. Średnia uczniów w klasie wynosiła 29.

## Sport i rekreacja
W południowo-wschodniej części miasteczka znajduje się boisko do piłki nożnej.

## Gospodarka
Lokalna gospodarka opiera się na rolnictwie i handlu. Wielu mieszkańców pracuje w okolicznych strefach przemysłowych.

## Komunikacja
Z miejscowości wyjeżdża się na północ na drogę nr 784, którą jadąc na południowy zachód dojeżdża się do wioski Moreszet i skrzyżowania z drogą nr 781, lub jadąc na północny wschód dojeżdża się do skrzyżowań z drogami nr 7933 (prowadzi do wioski Koranit), nr 7955 (prowadzi do moszawu Jodfat) i dalej do wioski Rakefet.